# Joseph Van Neck
Pour les articles homonymes, voir Neck (homonymie).
Joseph Van Neck est un architecte belge né dans la commune bruxelloise d'Anderlecht le 12 mars 1880 et mort dans un autre faubourg de Bruxelles, à Uccle le 25 février 1959.

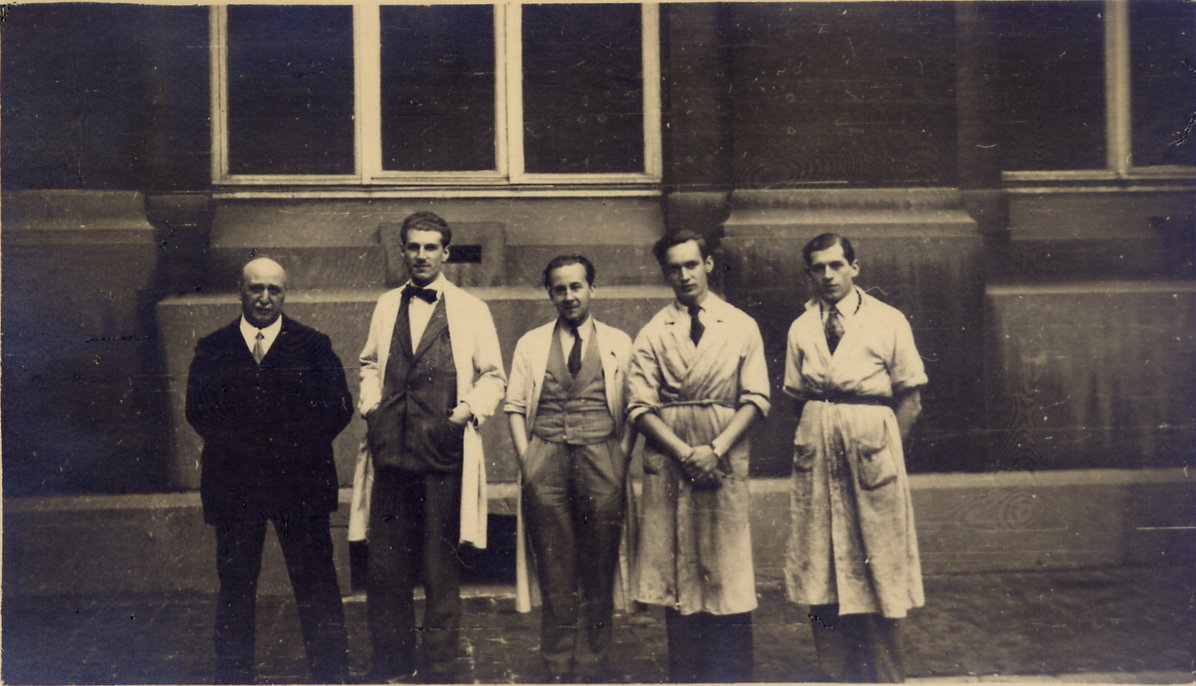
Joseph Van Neck, à gauche, avec ses étudiants à l'Académie. Avec de gauche à droite : Léon Van Dievoet, Axel Lemesre, Jacques De Vos, Jacques Donnay, juin 1935.

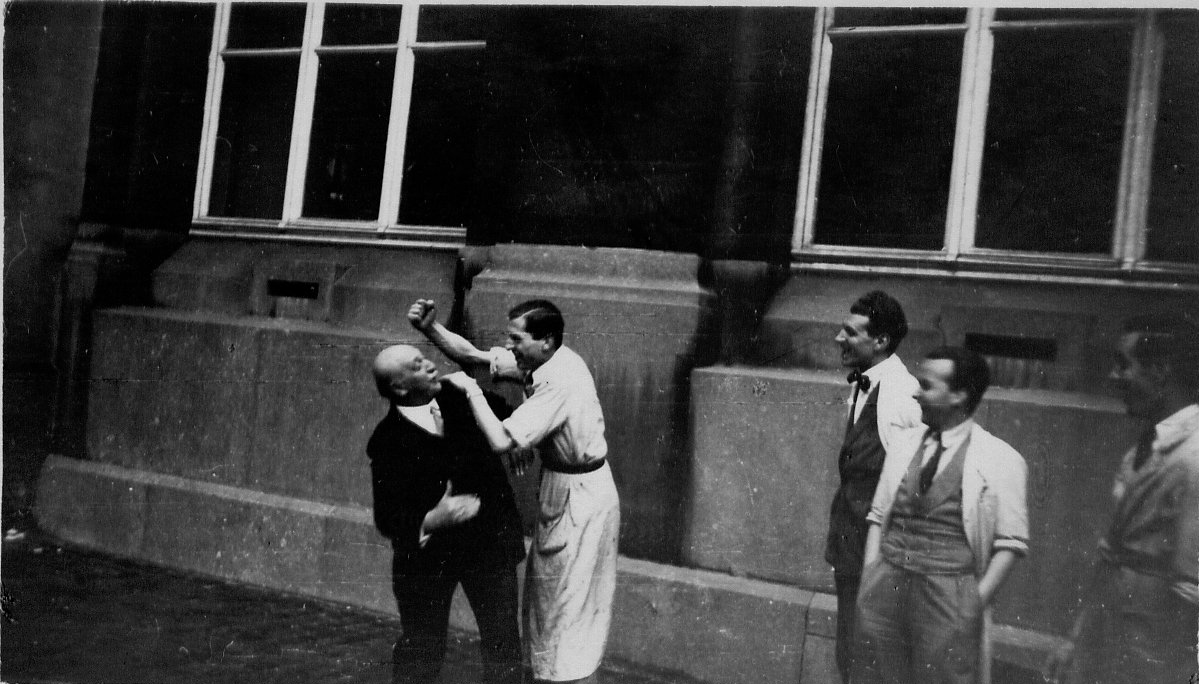
Bagarre pour rire entre Jacques Donnay et le professeur Van Neck, à l'Académie de Bruxelles, juin 1935.

## Biographie
Après s'être formé d'abord dans l'atelier d'Henri van Dievoet, il suivit les cours d'architecture à l'Académie royale des beaux-arts de Bruxelles où il fut principalement marqué par Ernest Acker.
Il obtient en 1903 le prestigieux prix Godecharle.

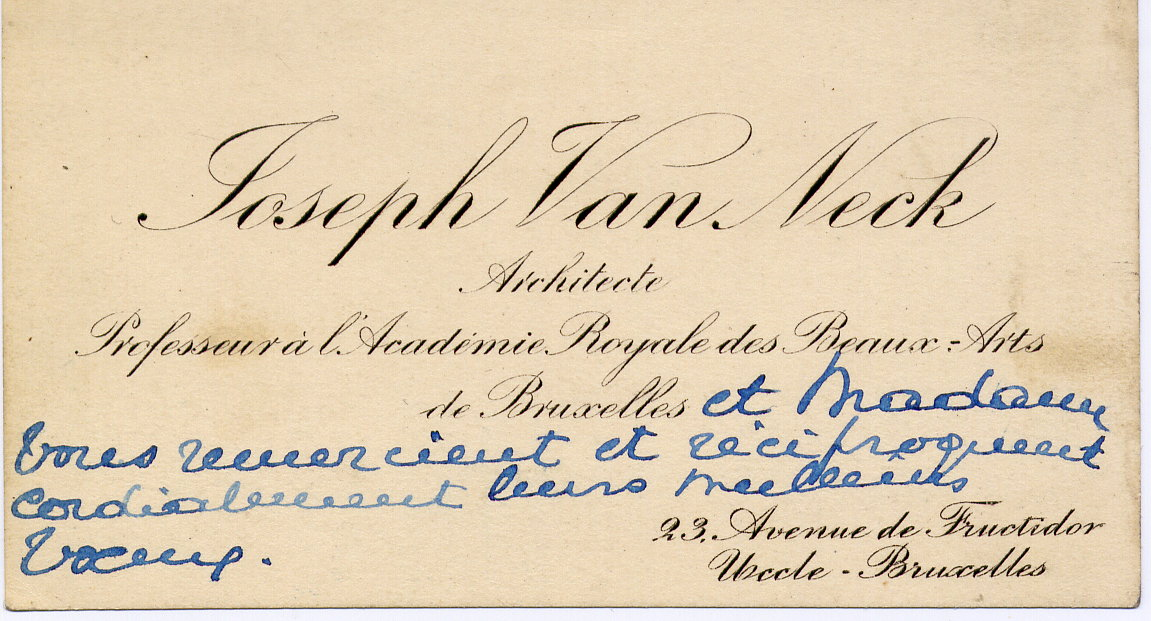
Carte de visite, adressée à Léon van Dievoet, avec texte autographe de Joseph Van Neck, 23, avenue de Fructidor à Uccle (devenue avenue Henri Pirenne, après 1935).

Il fut un des piliers de l'Académie royale des beaux-arts de Bruxelles où il forma durant quarante ans de nombreuses générations d'architectes. Comme écrit dans le Pourquoi Pas ? du vendredi 26 février 1932 : « Mais il y a aussi, en Van Neck, un professeur dont l'enthousiasme entraîne les élèves. Il fut le promoteur, à l'Académie des Beaux-Arts de Bruxelles, de l'expérience des ateliers d'architecture. Ceux-ci donnèrent, pendant plusieurs années, des résultats dignes d'éloges : nombreux sont les anciens élèves de Van Neck qui se souviennent de la saine émulation qui régna entre les ateliers ».
Il est un des représentants de l'architecture monumentale.
Pour le grand public, son nom reste attaché au Grand Palais du Heysel où il sut donner de la légèreté au style « colossal ».
Resté proche de ses étudiants, il eut le bon goût de ne s'être jamais pris au sérieux et d'avoir gardé le sens de l'humour, ce qui devient rare dans le monde de l'architecture.

## Liste de ses créations
- 1929-1930 : Stade du Centenaire (connu ultérieurement sous le nom de stade du Heysel puis de stade Roi-Baudouin)
- 1933-1935 : Grand palais des Expositions du Centenaire (Grand palais du Heysel ou Palais 5, érigé dans le cadre de l'Exposition universelle de 1935 dont Van Neck était l'architecte en chef)

## Galerie

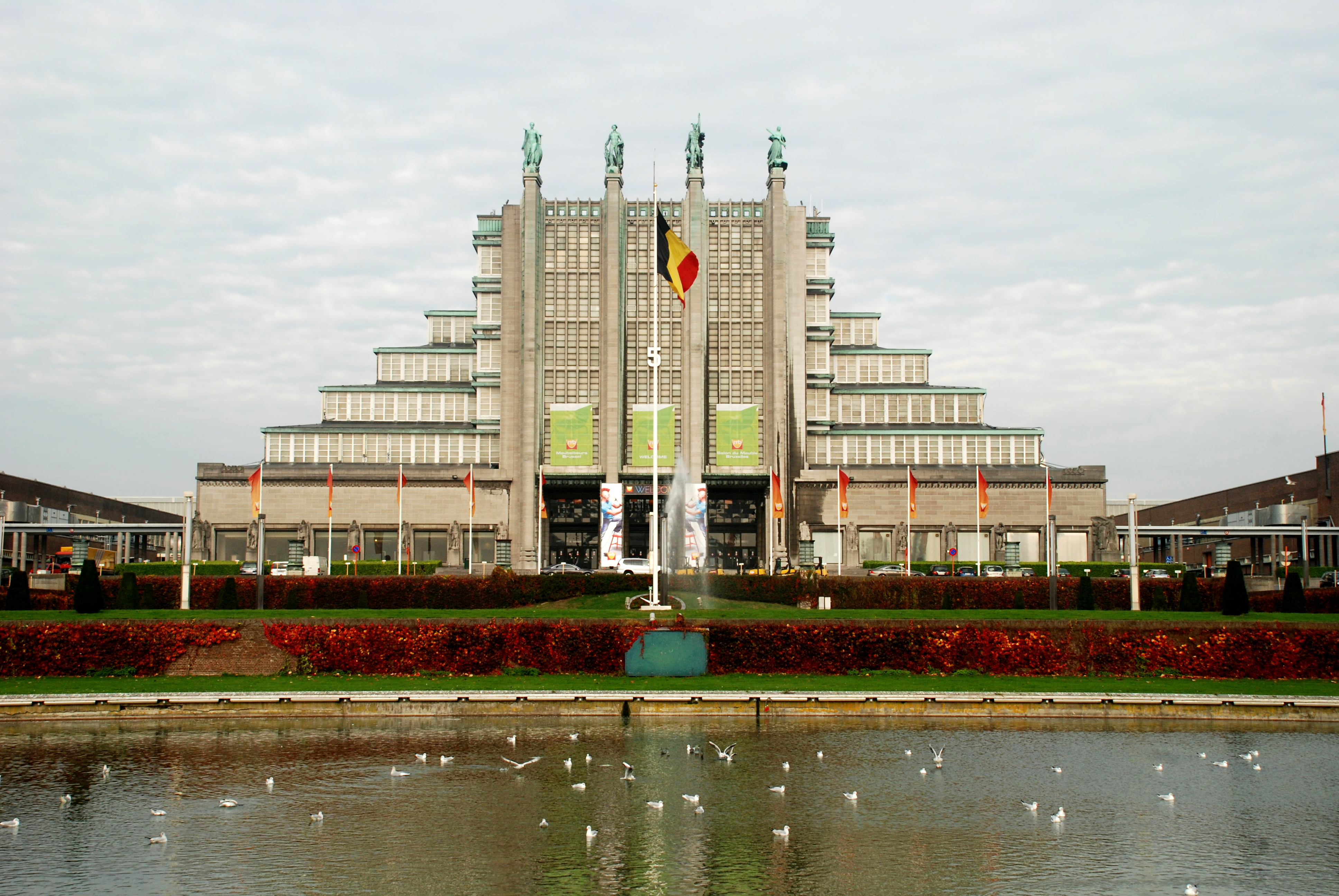
Grand palais du Heysel.
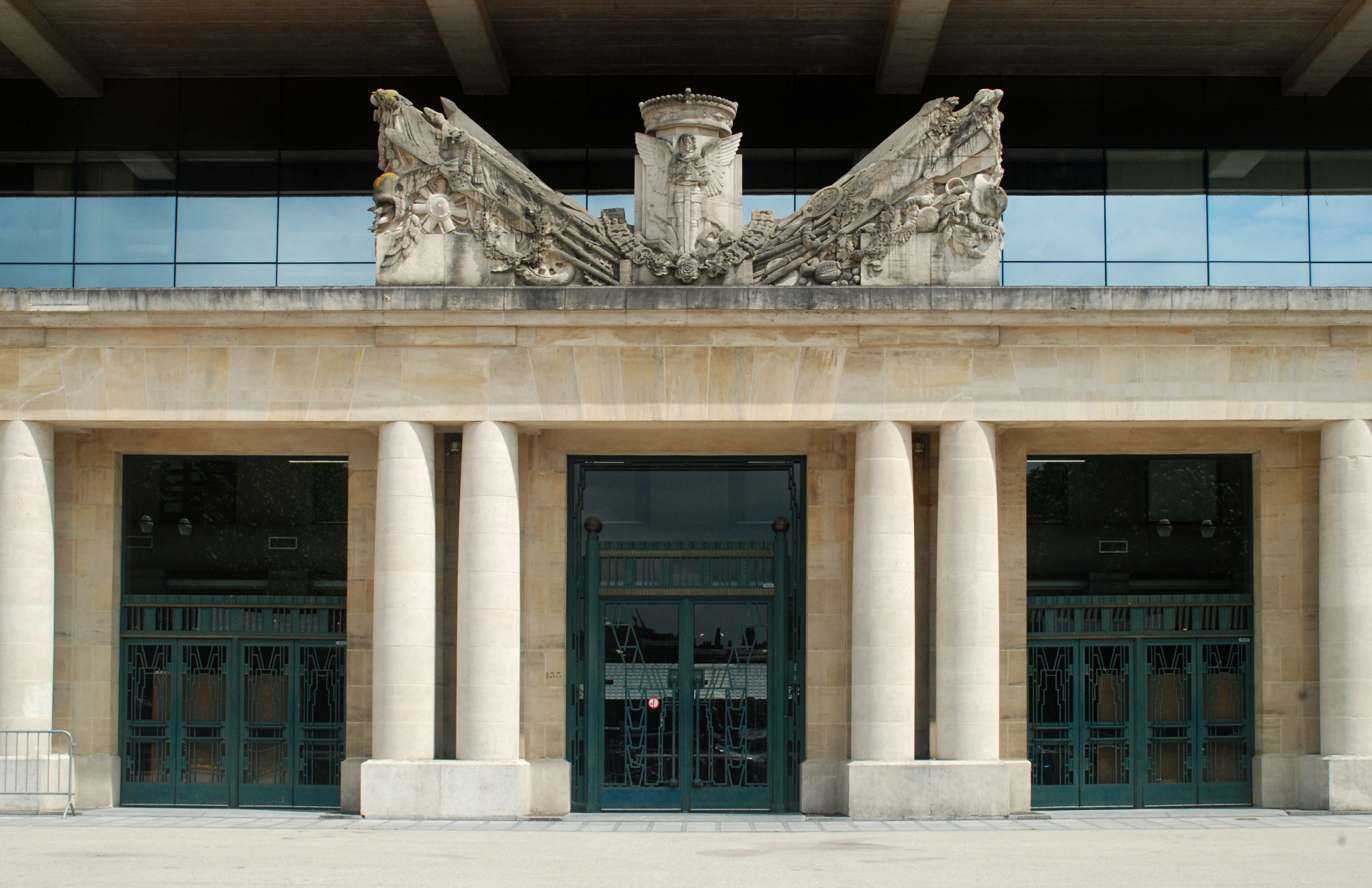
Portail du stade du Centenaire.